# Щука
Скоріше за все, вас цікавить Щука звичайна
Щу́ка (Esox) — рід прісноводних риб, єдиний у родині Щукові (Esocidae). Типовий вид роду — щука звичайна (Esox lucius). Розповсюджена у Європі, Сибіру, Північній Америці.

## Зовнішній вигляд та будова тіла

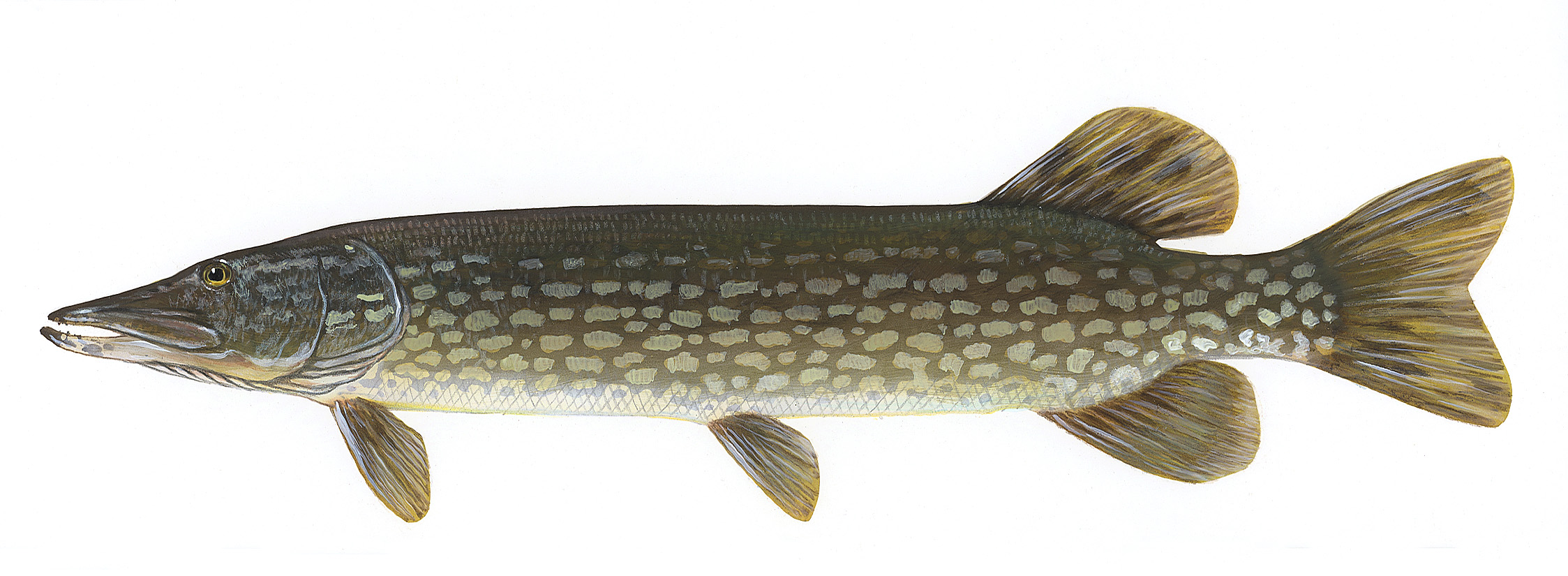
Щука звичайна

Тіло витягнуте, спинний плавець сильно відтягнутий до хвоста, практично симетричний анальному плавнику, створюючи таким чином «лопать» — ідеальне пристосування для прискорення під час полювання. Спина темно-зеленого, або майже чорного кольору, боки смугасто-зелені або темно зеленого кольору, черево жовтувато-біле з сірими плямами. Забарвлення сильно залежить від віку та місця проживання риби. Невеликі особини (так звана трав'янка вагою до 2 кг), що живуть на мілководді, мають більш насичений зелений колір, глибинні щуки (вагою понад 2 кг) мають темніший колір. Якщо дно піщане, щука буде світлою, на мулистому дні представники виду будуть темнішими, глинисте дно дає жовтуватий відтінок.
Щуки можуть досягати в довжину понад 1.8 метра, ваги — 35 кг, самиці завжди більші за самців.
Щуки живуть до 70-80 років, але бувають і винятки. За Сабанєєвим, під Москвою в 1794 році очищалися Царицинські стави. В одному з них була спіймана щука, яка мала в зябрах золоте кільце з нанесеним гравіюванням: «Посадив цар Борис Федорович». Оскільки Борис Годунов царював у 1598–1605 роках, то неважко підрахувати, що щука прожила в ставку близько 200 років.
Проте, найбільший документально встановлений та науково підтверджений вік щуки становить 33 роки. Всі повідомлення про більший вік, скоріше за все, належать до легенд.

## Нерест
Нерест починається раніше за інших риб, коли вода досягає температури 4-7 ºС. Це зумовлено тим, що до початку нересту основної маси риб мальки щуки вже досягають розміру (довжини 12-15 мм), за якого зможуть споживати мальків риб, що нерестяться пізніше.
У природних умовах щука росте швидко і в трирічному віці може досягати ваги 1,5-2 кг. Хоча науково доведено, що за великої кількості корму цьоголітки можуть досягати ваги 500 г, а в окремих випадках навіть 700–800 г. Статевої зрілості особини досягають на 3-4 році життя.

## Живлення
До їжі щука не примхлива, мальок живиться личинками і дорослими водяними жуками, клопами, бабками, пуголовками, дрібними жабами. Улюбленим кормом дорослої особини є плітка, карась, окунь, хоча основу раціону складає та риба, яка рясніє в конкретній водоймі. Коли корму немає в достатній кількості, щука поїдає своїх родичів меншого розміру (канібалізм).